# Gun Runner (film)
Pour plus de détails, voir Fiche technique et Distribution.
Gun Runner est un film américain réalisé par Lambert Hillyer, sorti en 1949.

## Fiche technique
- Titre français : Gun Runner
- Réalisation : Lambert Hillyer
- Scénario : J. Benton Cheney
- Photographie : Harry Neumann
- Montage : John C. Fuller et Carl Pierson
- Pays d'origine : États-Unis
- Format : Noir et blanc - 1,37:1
- Genre : western
- Durée : 54 minutes
- Date de sortie : 1949

## Distribution
- Jimmy Wakely : Jimmy Wakely
- Dub Taylor : Cannonball Taylor
- Noel Neill : Jessica Harris
- Mae Clarke : Kate Diamond
- Kenne Duncan (en) : Nebraska
- Marshall Reed : Riley
- Steve Clark : Shériff Ted Harris
- Ted Adams : Danny Fox
- Bud Osborne : Burt
- Carol Henry (en) : Stacey
- Bob Woodward (en) : Sam